# مانتا، الإكوادور
مانتا، الإكوادور (بالإنجليزية: Manta, Ecuador)‏ هي مدينة تتبع مقاطعة مانابي، وManta Canton ‏ . بلغ عدد سكانها 217553 نسمة في 2010 . تبلغ مساحتها 40 كيلومتر مربع . ورمزها البريدي هو EC130850 .

## المناخ
يظهر الجدول التالي التغييرات المناخية على مدار السنة لمانتا، الإكوادور:
| البيانات المناخية لـمانتا، الإكوادور                     | البيانات المناخية لـمانتا، الإكوادور | البيانات المناخية لـمانتا، الإكوادور | البيانات المناخية لـمانتا، الإكوادور | البيانات المناخية لـمانتا، الإكوادور | البيانات المناخية لـمانتا، الإكوادور | البيانات المناخية لـمانتا، الإكوادور | البيانات المناخية لـمانتا، الإكوادور | البيانات المناخية لـمانتا، الإكوادور | البيانات المناخية لـمانتا، الإكوادور | البيانات المناخية لـمانتا، الإكوادور | البيانات المناخية لـمانتا، الإكوادور | البيانات المناخية لـمانتا، الإكوادور | البيانات المناخية لـمانتا، الإكوادور |
| الشهر                                                    | يناير                                | فبراير                               | مارس                                 | أبريل                                | مايو                                 | يونيو                                | يوليو                                | أغسطس                                | سبتمبر                               | أكتوبر                               | نوفمبر                               | ديسمبر                               | المعدل السنوي                        |
| -------------------------------------------------------- | ------------------------------------ | ------------------------------------ | ------------------------------------ | ------------------------------------ | ------------------------------------ | ------------------------------------ | ------------------------------------ | ------------------------------------ | ------------------------------------ | ------------------------------------ | ------------------------------------ | ------------------------------------ | ------------------------------------ |
| الدرجة القصوى °م (°ف)                                    | 35.0 (95.0)                          | 34.4 (93.9)                          | 34.4 (93.9)                          | 35.6 (96.1)                          | 34.4 (93.9)                          | 35.0 (95.0)                          | 35.0 (95.0)                          | 35.6 (96.1)                          | 32.8 (91.0)                          | 33.3 (91.9)                          | 32.2 (90.0)                          | 32.2 (90.0)                          | 35.6 (96.1)                          |
| متوسط درجة الحرارة الكبرى °م (°ف)                        | 30.0 (86.0)                          | 30.0 (86.0)                          | 30.6 (87.1)                          | 30.6 (87.1)                          | 30.6 (87.1)                          | 29.4 (84.9)                          | 28.9 (84.0)                          | 29.4 (84.9)                          | 28.9 (84.0)                          | 28.9 (84.0)                          | 29.4 (84.9)                          | 29.4 (84.9)                          | 29.7 (85.4)                          |
| المتوسط اليومي °م (°ف)                                   | 26.1 (79.0)                          | 26.1 (79.0)                          | 26.4 (79.5)                          | 26.4 (79.5)                          | 26.15 (79.07)                        | 25.25 (77.45)                        | 24.75 (76.55)                        | 24.7 (76.5)                          | 24.45 (76.01)                        | 24.45 (76.01)                        | 25 (77)                              | 25.25 (77.45)                        | 25.42 (77.75)                        |
| متوسط درجة الحرارة الصغرى °م (°ف)                        | 22.2 (72.0)                          | 22.2 (72.0)                          | 22.2 (72.0)                          | 22.2 (72.0)                          | 21.7 (71.1)                          | 21.1 (70.0)                          | 20.6 (69.1)                          | 20.0 (68.0)                          | 20.0 (68.0)                          | 20.0 (68.0)                          | 20.6 (69.1)                          | 21.1 (70.0)                          | 21.2 (70.1)                          |
| أدنى درجة حرارة °م (°ف)                                  | 17.2 (63.0)                          | 17.2 (63.0)                          | 13.0 (55.4)                          | 17.2 (63.0)                          | 17.2 (63.0)                          | 13.3 (55.9)                          | 16.1 (61.0)                          | 15.0 (59.0)                          | 15.0 (59.0)                          | 14.4 (57.9)                          | 15.6 (60.1)                          | 15.6 (60.1)                          | 13.0 (55.4)                          |
| معدل هطول الأمطار مم (إنش)                               | 40.6 (1.60)                          | 96.5 (3.80)                          | 68.6 (2.70)                          | 25.4 (1.00)                          | 2.5 (0.10)                           | 5.1 (0.20)                           | 5.1 (0.20)                           | 0.8 (0.03)                           | 0.8 (0.03)                           | 0.8 (0.03)                           | 2.5 (0.10)                           | 5.1 (0.20)                           | 253.8 (9.99)                         |
| ساعات سطوع الشمس الشهرية                                 | 124                                  | 113                                  | 155                                  | 150                                  | 124                                  | 90                                   | 93                                   | 93                                   | 90                                   | 93                                   | 90                                   | 93                                   | 1٬308                                |
| المصدر #1: Sistema de Clasificación Bioclimática Mundial |                                      |                                      |                                      |                                      |                                      |                                      |                                      |                                      |                                      |                                      |                                      |                                      |                                      |
| المصدر #2: World Climate Guide (sunshine only)           |                                      |                                      |                                      |                                      |                                      |                                      |                                      |                                      |                                      |                                      |                                      |                                      |                                      |

## معرض صور

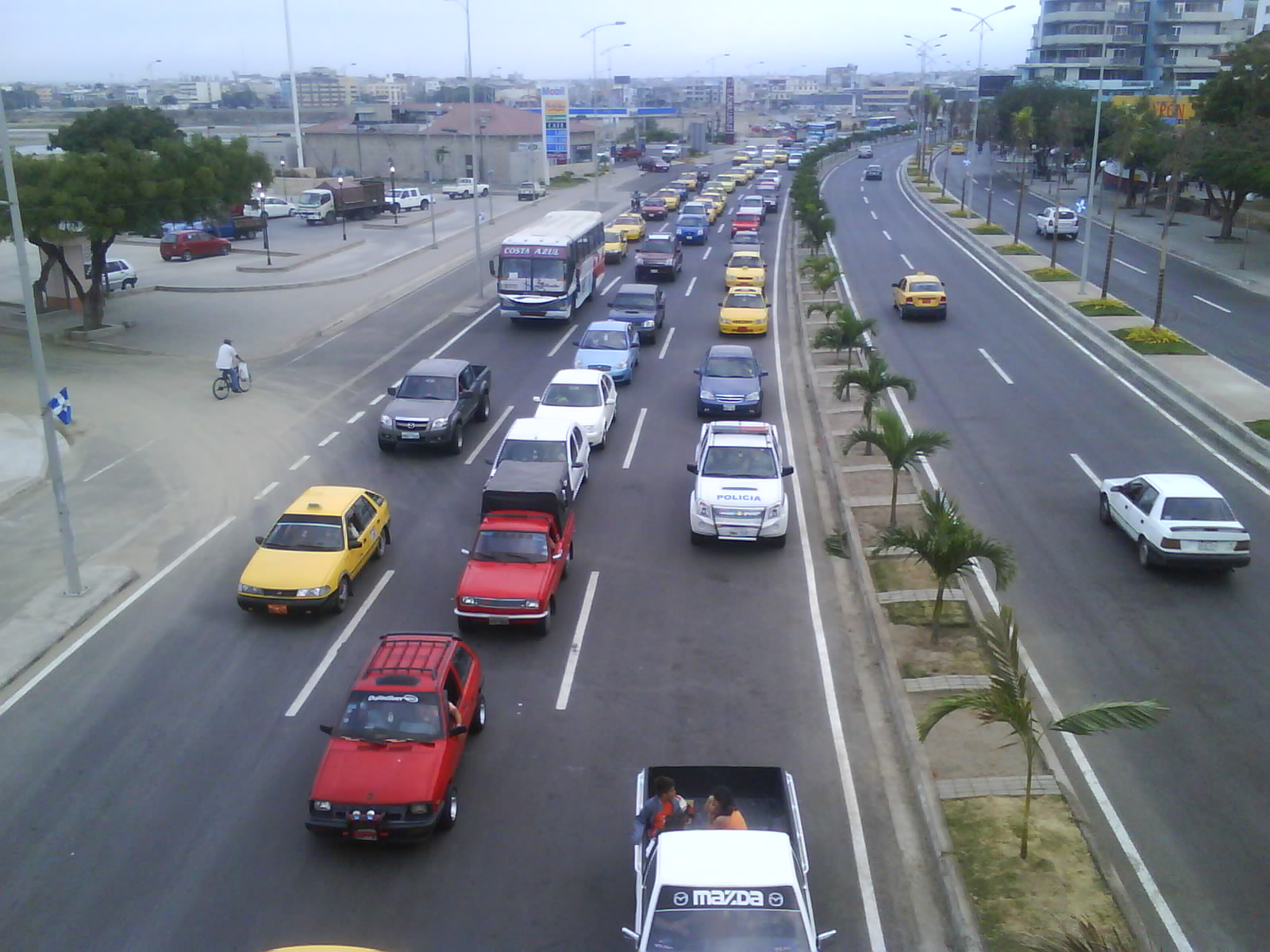
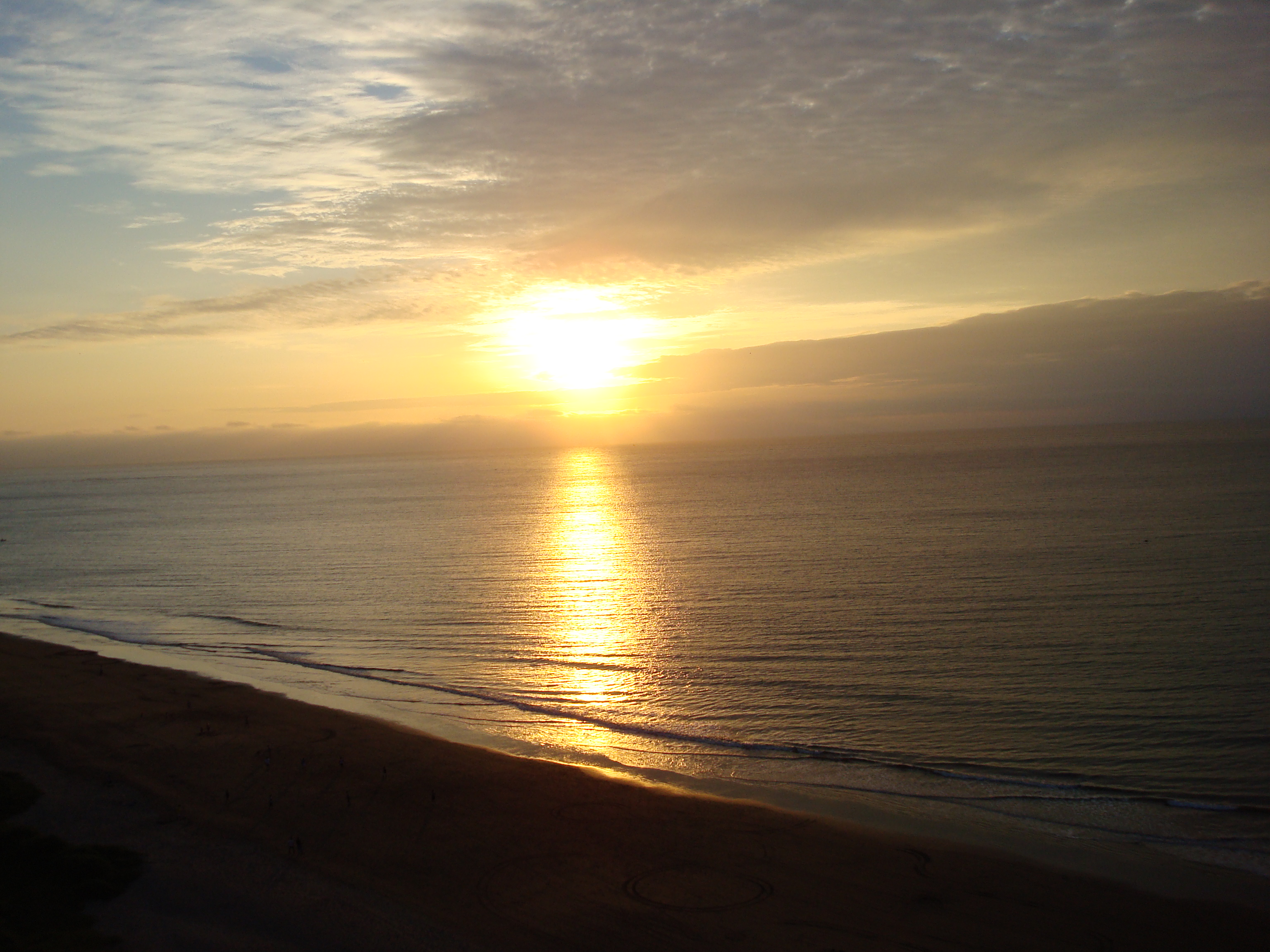
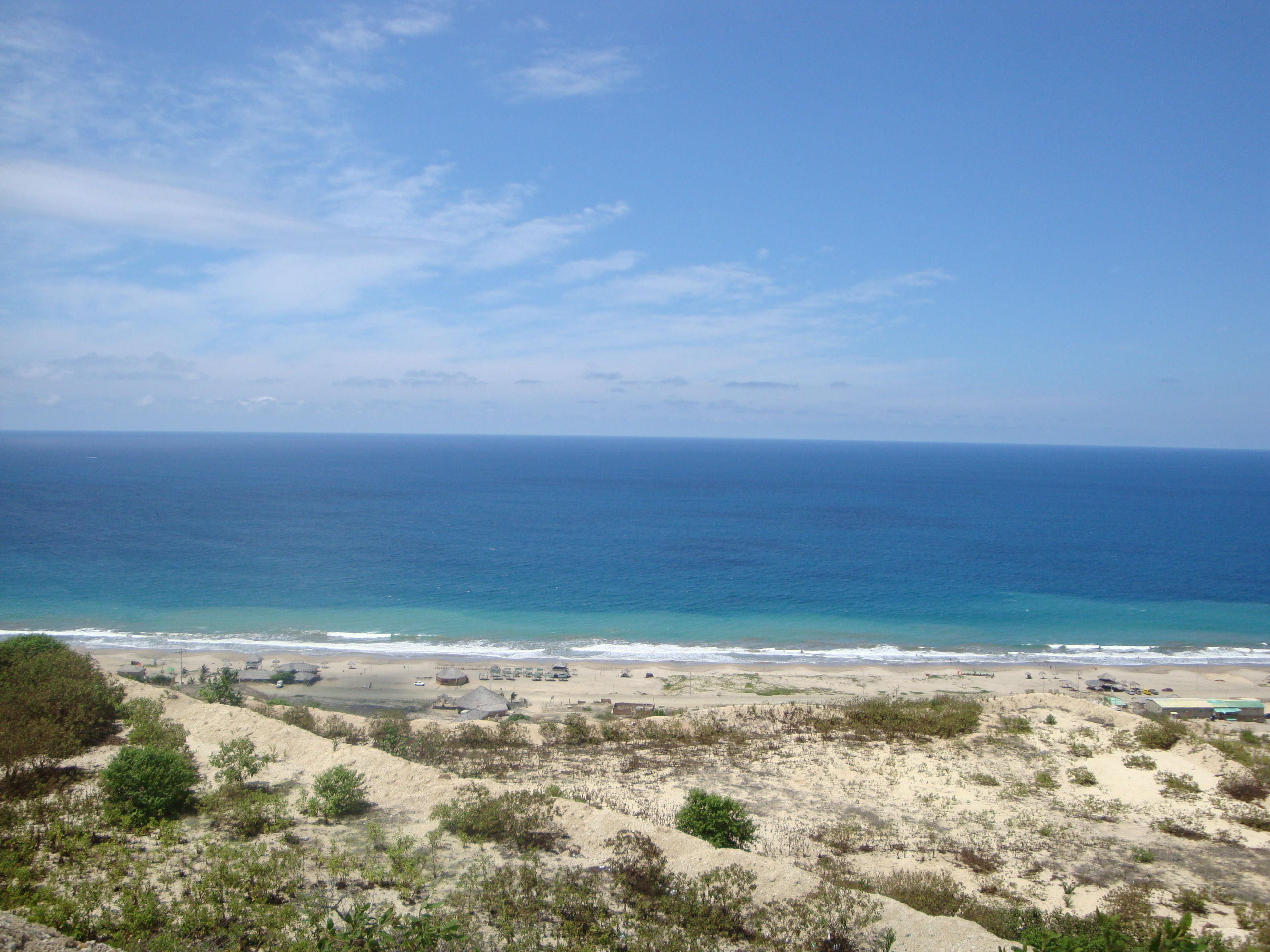

## مدن توأم
المدن التوأم:
فلاديفوستوك
لونغ بيتش، كاليفورنيا
أكابولكو

## أعلام
- جوردن سييرا
- كارلوس غارسيس
- فابريتسيو موريرا
- هوغو مايو
- غونزالو إسكوبار